# Astrup (Bjergsted Sogn)
 For alternative betydninger, se Astrup. (Se også artikler, som begynder med Astrup)
Astrup Gods er et gods umiddelbart vest for Skarre Sø ved Jyderup, Kalundborg Kommune. Det har også heddet Skarsholm og kan føres tilbage til omkring 1240. I 1952 købte firmaet Poul Bergsøe & Søn godset.
Senere blev godset opkøbt af Henrik Schrøder som er en af arvingerne af Radiometer Copenhagen.
Ejere af Astrupgaard
(1670-1683) Vilhelm Gyldenkrone
(1683-1699) Arvinger efter Vilhelm Gyldenkrone
(1699-       ) Severin Rasmussen
(       -1705) Peder Lauritzen
(1703-1722) Carl Ahlefeldt
(1722-1724) Grevinde Walter
(1724-1729) Christoffer Watkinson
(1729-1742) John Thornton
(1742-1757) Christian Lerche
(1757-1766) Amalie M.C. Leiningen-Westerburg, gift Lerche
(1766-1804) Georg Flemming Lerche
(1804-1852) Christian Cornelius Lerche
(1857-1881) F.Fr. Lerche
(1881-1895) Vilhelm C.M. Lerche
(1895-1907) Gustav Lerche
(1907-1910) Christian Cornelius Lubbi Lerche
(1910-1917) Christian Lotzbeck
(1917-1934) Jens Schou
(1934-1952) E. Gammeltoft-Schougaard
(1952-1985) Poul Bergsøe & søn
(1985-2022) Henrik Schrøder
(2022-) Anne Kirstine Schrøder Hart-Hansen